# Beylerbey d'Alger
 (février 2011).
L'Époque des Beylerbeys (1533-1577) désigne les premières années de la régence d'Alger sous tutelle de la Sublime Porte (Vizirs de Constantinople). Le premier est Khayr ad-Din Barberousse nommé en 1533, mais la fonction est exercée par Hassan Agha par délégation. Le dernier beylerbey, Ochali (Uludj Ali), quitta la régence en 1572 et l'exerça par délégation jusqu'en 1577.
Une des plus grandes distinctions de l'Empire ottoman, beylerbey signifie « émir des émirs » : c'est la plus haute charge dans une province de l'Empire. Titre « extraordinaire et peu galvaudé »[À attribuer], il n'y en avait que huit à l'époque de Khayr ad-Din Barberousse, premier beylerbey récipiendaire de la régence d'Alger. Les beylerbeys d'Alger exerçaient leur suzeraineté sur les pachas de Tunis et de Tripoli. Ils n'étaient pas liés par les avis du divan.
Parmi ces Beys, sept sont d'origine turque et renégats (européens convertis à l'islam), quatre sont Arabes et Kouloughlis, dont Hassan Pacha, fils de Khayr ad-Din Barberousse.
L'embryon d'État fondé par Arudj Barberousse, la régence d'Alger, doit être gouvernée. Après le départ de Kheireddine Barberousse elle le sera par des beylerbey. Le beylerbey d'Alger est un vassal du sultan ottoman, sorte de « vice-roi » investi par un firman à la tête de la régence d'Alger sous influence et tutelle ottomane. Les beylerbeys agissaient en fait en véritables rois d'Alger où ils vivaient dans le palais de la Djenina appelé également Dar soltan el qadima. Le beylerbey est à la tête d'un État d'Empire qui entretient une allégeance formelle et envoie des présents à certaines occasions bien définies vis-à-vis de l'Empire ottoman. Il gère le pays avec l'assistance d'un divan, en respectant les coutumes locales et les structures traditionnelles. Le divan se compose du khelifa, des principaux fonctionnaires et des notables d'Alger et se réunit 2 à 3 fois par semaine dans le palais de la Jenina. Le divan délibère sur les questions de guerre ou de paix, les relations avec Constantinople, les finances et la justice mais son avis est consultatif.

## L'œuvre des beylerbeys
Les beylerbeys mettent en œuvre l'organisation de l'administration des différents beyliks ; ils nomment les beys des provinces. Alger s’agrandit considérablement ; elle est dotée de nouvelles fortifications, de palais, de mosquées et de bains. Les Andalous s'établissent en nombre dans la ville, apportent leur artisanat et s'établissent notamment dans le Fahs d'Alger (la banlieue, les environs de la ville). Ce Fahs s'enrichit dès lors de demeure et de jardins ; Haëdo en dénombre alors 1000 à la fin du XVIe siècle, sans dénombrer les fermes et champs du Sahel algérois et de la Mitidja. À cette période, le bâti de la ville va s'élever jusqu'à douze mille maisons pour environ cent mille habitants.

Les beylerbeys s'emploient aussi à mener la guerre contre l'Empire espagnol et les Saadiens à l'ouest. Contre les Espagnols, l'appui ottoman est nécessaire et maintient une certaine dépendance des beylerbeys vis-à-vis du sultan ottoman. L'Oranie est intégrée au territoire algérien, excepté la ville d'Oran qui reste aux mains des Espagnols jusqu'au XVIIIe siècle. D'autre part des expéditions sont lancées avec le concours du sultan ottoman à l'ouest sur les territoires des Saadiens, dont celles aboutissant à la prise de Fez en 1554. Mais les beylerbeys ne marquent pas durablement leur emprise sur le Maroc actuel, l'Empire chérifien maintient son indépendance et s'allie à l'Empire Espagnol. 

## Résidence

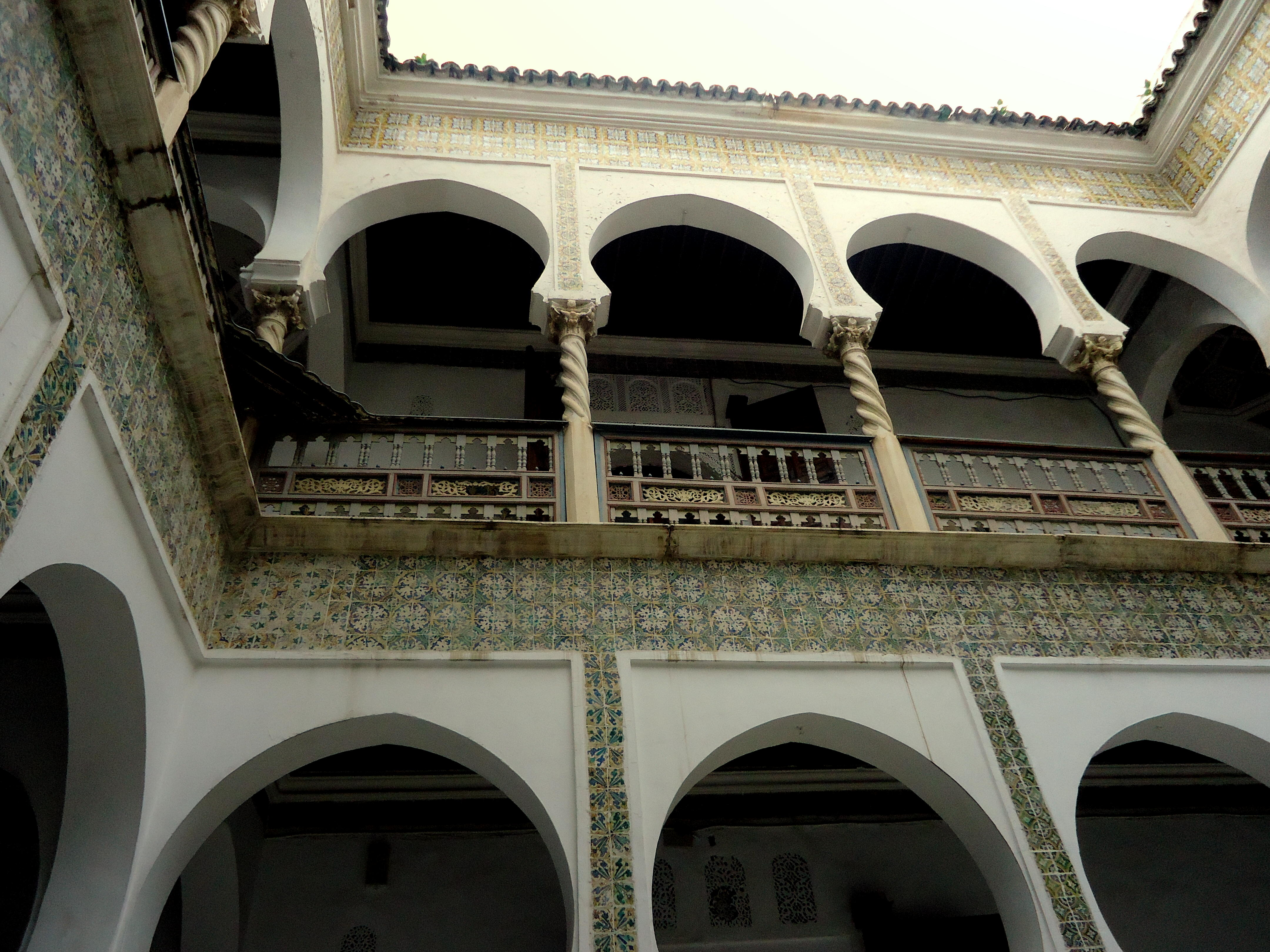
Patio de Dar Aziza dans la basse Casbah d'Alger

Les beylerbeys résidaient dans le dar al soltan al qadima dans la Basse Casbah, dont la partie centrale plus connu sous le nom de Djenina fut siège du pouvoir jusqu'en 1816. La façade démolie au début de la période coloniale. Il en reste une partie connue actuellement sous le nom de Dar Aziza. 
Le géographe français  Nicolas de Nicolay en fait un bref descriptif lors de sa réception au « palais royal d'Alger » en 1567.

## Les différents beylerbeys
Selon Mahfoud Kaddache de nombreux dirigeant de cette période ne furent que les khalifas de grands beylerbey exerçant le pouvoir par délégation de ces derniers. Il est ainsi certain que Kheir ad Dine, Hassan Pacha, Salah Raïs et Euldj Ali furent investis de manière successive et continue du commandement suprême d'« El-Djazaïr, de Tunis et de Tripoli » :
La chronologie des beylerbey est décrite dans la Türk Ansikolpedie qui la fait démarrer en 1534, après une période de sultanat et de protection de l'Empire Ottoman de 1515 à 1534.

### Khayr ad-Din Barberousse: en titre (1518-1533)

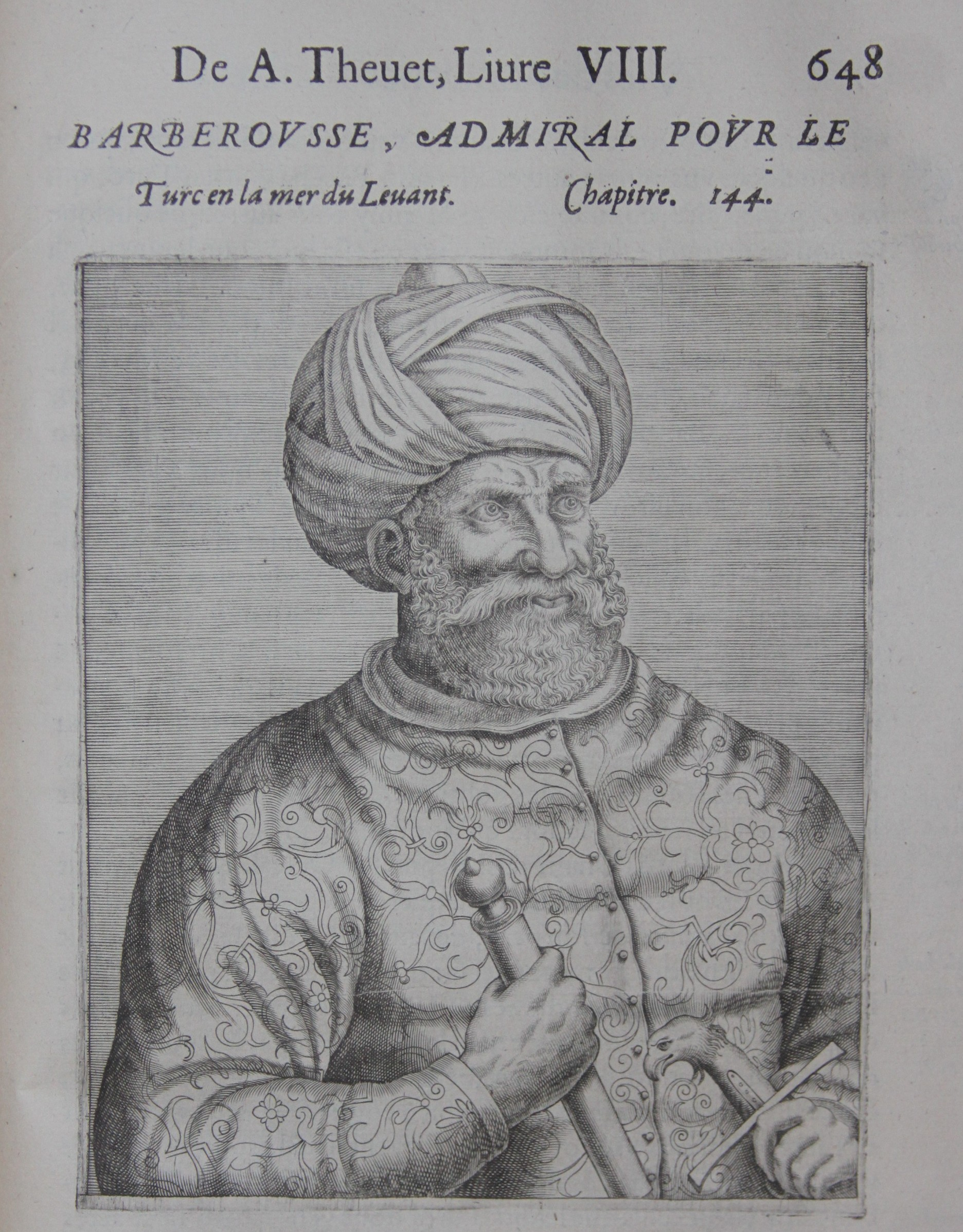
Khayr ad-Din Barberousse.

Frère cadet de Arudj, il va lui succéder comme gouverneur de la ville. Fondateur de la régence d'Alger, il fit allégeance au Sultan de Constantinople Sélim Ier qui lui envoya 2000 janissaires et le nomma beylerbey. Il mit en échec l'expédition contre Alger du vice-roi de Sicile Hugues de Moncade, mandaté par Charles Quint et établi sa suzeraineté sur tout le nord algérien. Khayr ad-Din mourut à Constantinople en 1546, ayant reçu tous les honneurs.

#### Hassan Agha: intérim (1534-1543)
Barberousse appelé à Constantinople par le Sultan Soliman, c'est Hassan Agha qui lui succède avec le titre de Khalifa en 1535. Né en Sardaigne, renégat et eunuque de Khayr ad-Din, il dirige avec succès la résistance lors du Siège d'Alger (1541) par Charles Quint en 1541.

#### Hadji Pacha: intérim (1543-1544)
Capitaine Général de la milice des janissaires, il s'était distingué par son courage lors du Siège d'Alger (1541) de Charles Quint. Il fut élu par l'Odjak avant que le Sultan n'envoie son représentant. Il gouverna huit mois au cours desquels il dut faire face à une rébellion Maure.

### Hassan Pacha: en titre (1544-1551)
Fils de Khayr ad-Din Barberousse et d'une Mauresque d'Alger, c'est sur insistance de son père auprès du Grand Seigneur qu'il fut nommé par la Sublime Porte à Alger. À la mort de son père en 1546, il devint le deuxième beylerbey. Cette même année, le beylicat du Sud fut constitué et son chef, le bey du Titteri résidait à Médéa. Il fit trois campagnes contre le roi de Tlemcen et la dernière s'acheva par l'installation des Turcs dans cette ville en 1550. C'est Hassan Pacha qui fit construire le « Fort l'Empereur » à l'endroit même où Charles Quint avait planté sa tente en 1541.

#### Caïd Saffa: intérim (1551-1552)
C'était un turc d'Anatolie. Il fut le premier gouverneur turc de Tlemcen. Devint khalifa, c'est-à-dire « lieutenant du roi », d'Alger après le rappel de Hassan Pacha à Constantinople. Il gouverna sept mois, de septembre 1551 à avril 1552, jusqu'à l'arrivée du représentant du Sultan.

### Salah Pacha: en titre (1552-1556)
Le troisième beylerbey était originaire de la plaine de Troie, au pied du mont Ida, et ancien soldat de l'armée Ottomane d'Égypte. Corsaire, Salah Raïs, avait longtemps été le compagnon de Khayr ad-Din Barberousse. Il l'accompagna en 1536 à Constantinople où il devint commandant de la flotte turque, puis « timonier du Sultan ». Il eut, en effet, l'insigne honneur de diriger la manœuvre de la galiote impériale.
Arrivé à Alger en 1552, il va, cette année-là, mener campagne au Sahara afin de rétablir l'ordre à Touggourt et Ouargla. L'année suivante, il attaqua Majorque et en 1554, il investit le Peñon de Velez qui resta Turc jusqu'à sa prise par Philippe II d'Espagne en 1564. En 1555, il s'empara de Bougie qu'il confia à un renégat sarde Ali Sardo. Alors qu'il s'apprêtait à délivrer Oran et Mers El Kébir de l'emprise espagnole avec l'aide de la flotte du Sultan, il mourut de la peste en 1556.
Salah Pacha se montra courageux, diligent et aventureux dans la guerre.

#### Hassan Corso: intérim (1556)
À la mort de Salah Raïs, les Turcs et les janissaires choisirent pour roi et gouverneur, en attendant les ordres de la Porte, un renégat corse, familier et majordome du Pacha qui venait de disparaître. Hassan prit la tête des troupes et opéra la jonction avec la flotte turque pour attaquer Oran qu'il assiégea jusqu'à ce qu'un contre-ordre du Sultan ordonne la levée du siège. Le Grand Seigneur avait besoin de ses galères pour les opposer à Andrea Doria qui menaçait le Bosphore.
Hassan Corso gouverna jusqu'à l'arrivée du représentant de Constantinople, Thétchéoli (aussi appelé Takarli, Mehmed Kurdogli, Tekelerli, Théchéoli, Tekerli, Tschélébi ), que l'Odjaq des janissaires refusa de recevoir. Par la ruse et avec l'aide de la Taïfa des Raïs, Takarli mohammed investit la ville rebelle.

#### Mehmed Kurdougli: intérim (1556-1557)
Hassan Corso se révolte contre le Sultan et tente d’empêcher le débarquement du nouveau beylerbey. Momentanément, car la Marine qui collaborait activement à cette révolte au départ, finit par se désolidariser de ce mouvement. Ainsi, Reyas leb’har permettront le débarquement à Alger du beylerbey Kurdougli Pacha, et s'emparent du palais de la Jenina. Une vaste campagne de représailles suivra cette insurrection. Dès sa prise de pouvoir, son premier souci fut de faire payer à Hassan Corso, Ali Sardo (caïd de Bougie) et Mustapha (caïd de Bône), leur refus de le laisser accoster. Il les fit tous trois empaler et mourir dans d'atroces souffrances.
Le quatrième beylerbey ancien amirale de la flotte de Soliman le magnifique était abhorré des janissaires qui fomentèrent un complot contre lui avec l'assistance du Caïd de Tlemcen, Yussuf, renégat calabrais de Hassan Corso. Yussuf poursuivit Théchéoli (Kurdougli) qui s'était installé à Cap Caxine, à l'ouest d'Alger, pour fuir l'épidémie de peste qui sévissait dans la cité, et le tua. Le pacha Kurdougli était Turc, robuste et
gros, de taille moyenne et de teint brun. Il est enterré en dehors
de la porte Bab-el-Oued, dans une Kouba, qu’un Turc de
ses amis lui éleva quelques mois après ; elle est à vingt pas en
avant de la Kouba d’Hassan-Corso et de Yusuf-Pacha.
En 1556 le pacha Mehmed Kurdougli entreprend de bâtir un fort à l'est du fleuve El Harrach. Le pacha Kurdougli aura régné que huit mois de septembre 1556 à avril 1557.

#### Yussuf: intérim (1557)
Après l'élimination du représentant de la Porte, Caïd Yussuf fit preuve d'une grande prodigalité en distribuant de grosses sommes d'argent aux janissaires qui l'élurent Pacha  d'Alger. Au 6e jour de règne, il décéda de la peste.

#### Yahya Pacha: intérim (1557)
Yahia fut choisi par la Milice, il succéda à Yussuf. D'origine turque, il fut longtemps Caïd de Miliana. Il gouverna la Régence durant six mois. Période durant laquelle la peste ravagea Alger et ses environs.

### Hassan Pacha: en titre (1557-1561)
Après cette période de grands troubles, Hassan, le fils de Khayr ad-Din fut de retour à Alger en 1557, nommé pour la seconde fois par la Porte. Aussitôt arrivé il accourut au secours des Turcs de Tlemcen assiégés par le Chérif de Fès. Le 26 août 1558, il infligea une sévère défaite aux Espagnols à Mostaganem qui se solda par la mort du Comte d'Alcaudète, général d'Oran. L'année suivante il fit campagne dans l'arrière-pays de Bougie afin de soumettre les kabyles des Béni Abbès jugés peu coopératifs.
En 1560, Hassan Pacha se maria avec la fille du roi de Koukou. Cette alliance a permis aux kabyles de rentrer dans Alger armés, chose qui ne s'était jamais produite auparavant. L'Odjaq évoquant un pacte entre Hassan et les kabyles révoqua le beylerbey, l'accusant de trahison, et le renvoya enchaîné à Constantinople.

#### Hassan  et Couça Mohammed: intérim (1561-1562)
Hassan, bosniaque, Agha  des Janissaires, et Couça Mohammed, turc, Capitaine général de la milice, furent les principaux instigateurs du coup de force contre Hassen Pacha. Après l’emprisonnement  de ce dernier, ils furent élus tous deux par la milice et les turcs gouverneurs d’Alger, non avec le titre de Pacha (roi) mais avec celui de Calife (vice roi) et ce, durant 5 mois, de fin septembre 1561 à début février 1562.
Rien de notable n'intervint durant leur prise de pouvoir jusqu'à l'arrivée du représentant légal de la Porte qui les fit arrêter, envoyer à Constantinople où ils furent décapités sur ordre du Grand Seigneur.

#### Ahmed Pacha: intérim (1562)
Grand favori du Sultan, il avait été à son service comme chef des jardins du Sérail à Constantinople, il fut très bien reçu à son arrivée à Alger. On lui fit de nombreux présents, ce qui le contenta grandement.
Le beylerbey s'empressa de récolter le plus d'argent possible, mais cela ne dura pas car il mourut au bout de quatre mois, victime de la dysenterie.

#### Yahya Pacha: intérim (1562)
Il assura une seconde fois le califat durant plus de quatre mois, en grande paix, jusqu'au retour de Hassan, fils de Barberousse.

### Hassan Pacha: en titre (1562-1567)
Ce fut sa troisième nomination à Alger. Il revint début septembre 1562 au grand contentement de la population.
Dès son installation, il commanda tout le nécessaire en vivres et matériel de guerre pour marcher sur Oran et Mers El Kébir, cherchant non seulement la gloire de prendre ces villes mais aussi une vengeance contre les janissaires qu'il envoyait ainsi au feu. Il rassembla la plus grosse armée qu'un roi d'Alger ait jamais levée. Mais l'expédition fut un échec en raison de l'intervention d'Andrea Doria qui vint au secours des défenseurs de Mers El Kébir commandés par Don Martin de Cordova, marquis de Cortès, Général d'Oran.
En 1564, le beylerbey reçut une lettre du Sultan lui demandant de se préparer à une expédition contre Malte. Il fit jonction avec la flotte Turque en 1565 devant La Valette. Ce fut un désastre pour la Marine Ottomane et particulièrement pour les assaillants de la Régence qui perdirent la moitié de leur effectif à l'assaut du Fort Saint Elme dont le célèbre corsaire Dragut. Néanmoins Hassan rendit les plus grands services durant cette campagne.
Hassan se reposa jusqu'à 1567 et au mois de janvier de cette année, il apprit que lui venait un successeur.

#### Mohammed Pacha: intérim (1567-1568)
Mohammed Pacha est le fils de Salah Raïs.
Le beylerbey régna un an et deux mois au cours desquels il y eut une grande famine à Alger. Il fortifia la cité et éleva le Fort des Vingt Quatre Heures. En mai 1567, il réprima une révolte des habitants de Constantine contre la garnison et le Caïd turcs.
Au cours de cette année passée à la tête de la Régence Mohammed Pacha atténua les dissensions entre l'Odjaq et la Taïfa en accordant aux janissaires la possibilité d'embarquer en mer comme soldats pour participer au corso et aux corsaires la possibilité de devenir janissaires à leur demande.

### Uludj Ali: en titre (1568-1572)
Ochali appelé aussi Aluch (ou Uludj) Ali, Luciali ou Euldj Ali, gouverneur de Tlemcen, est nommé beylerbey d'Alger en 1568.
De 1568 à 1570, il apporta, par l'envoi de renforts en armes et en hommes, son soutien à plusieurs reprises au soulèvement des Morisques à Grenade, .
En 1569, il conquit pour le Sultan le royaume de Tunis laissant à Alger son majordome, un renégat corse, Mami Corso. Après avoir passé l'hiver à Tunis, il rentra à Alger, laissant la place sous le commandement de Caïd Rabadan.
En 1570, sur le chemin de Constantinople, il attaqua et prit des galères maltaises au large des côtes de Sicile. Au retour d'Alger il dut faire face au mécontentement des Janissaires qui estimaient ne pas recevoir leur paye régulièrement.
En 1571 Euldj Ali prit la mer et s'enfuit d'Alger au nez de la Milice. Sur ordre du Sultan, il rejoignit la flotte Ottomane à Lépante. Nommé Grand Amiral par le souverain turc, Ochali ne retourna pas à Alger et confia la Régence à des khalifats. Il fut le dernier beylerbey.

#### Arab Ahmed Pacha: intérim (1572-1574)
Il prit la succession d'Ochali lorsque celui-ci fut appelé à Constantinople à la tête de la flotte turque. C'était un arabe (d'où son nom), né à Alexandrie, qui avait été gardien des esclaves du Sultan.
Nommé à Alger il y resta deux ans et deux mois, passant tout son temps à fortifier la ville dans la crainte d'une attaque des chrétiens. Il rejoignit Ochali lorsque celui-ci reprit Tunis, qui était sous le joug des espagnols depuis Lépante, laissant Alger sous le gouvernement de Rabadan Pacha.
Arab Ahmed était naturellement cruel et coléreux. Durant son mandat, la Régence fut touchée par une épidémie de peste.

#### Rabadan Pacha: intérim (1574-1577)
Renégat sarde qui avait acquis une bonne réputation pendant les années où il occupa les charges de caïd dans divers pays, il prit possession du pachalik d'Alger en mai 1574 après avoir été gouverneur de Tunis de 1570 à 1573 après le départ d'Ochali.
Son gouvernorat s'est particularisé par une action à Fès en 1576, qui eut pour objet de rétablir le sultan Moulay Muluch sur son trône. Rabadan régna sur la Régence trois ans et un mois.

#### Hassan Veniziano: intérim (1577-1580)
Renégat vénitien on l'appelle également Hassan Vénéziano. Esclave de Dragut, il servira ensuite Ochali dont il était l'Elami, c'est-à-dire l'intendant général, lorsque celui-ci était gouverneur d'Alger puis capitan-pacha à Constantinople. Son maître le nomma son successeur à la tête de la régence d'Alger.
Il arriva à Alger le 29 juin 1577.
Inquiet des mouvements de troupes espagnols que le roi Philippe II rassemblait pour envahir le Portugal, Hassan fit fortifier le fort autrefois bâti par Hassan fils de Kheyr ad-Din : le Fort l'Empereur. Il y consacra toute l'année 1579 et une partie de l'année 1580. À cette époque une terrible famine s'abattit sur Alger.
Il fut destitué après une famine et un soulèvement en 1580.

#### Djafer Pacha: intérim (1580-1582)
Renégat, eunuque d'origine hongroise, Djafer avait été au service de la Sultane mère. Cela lui valut l'affection du Grand Seigneur qu'il avait tenu dans ses bras étant petit.
Il avait déjà eu à diriger des pachaliks et fut envoyé à Alger avec pour mission de châtier son prédécesseur. Mais celui-ci, ayant gagné les faveurs de la mère du Sultan grâce à Ochali, put regagner Constantinople sans être inquiété.
Djafer Pacha tranquillisa et ramena à l'obéissance les Turcs et les Maures de la Régence.
En 1581, M. Bionneau est le premier consul admis à Alger. Il sera incarcéré.

#### Rabadan Pacha: intérim (1582)
Pour la seconde fois. Il fut envoyé par le Sultan avec pour mission de faire cesser la course contre les français. Le chef de la Taïfa Mami Arnaute dirigea une révolte contre le Pacha qui prit la fuite et le Raïs se rendit maître de la ville.

#### Hassan Veniziano: intérim (1582-1587)
Envoyé une seconde fois par la Porte. Dès son arrivée il raviva la Course qui déclinait. Pendant cette période les corsaires razzièrent les côtes européennes, firent de nombreux captifs et beaucoup de profits.

## Fin des beylerbeys
Quand Ochali mourut en 1587, le Sultan jugea le moment opportun pour faire entrer les conquêtes africaines dans le cadre normal d'organisation de l'Empire ottoman. Tripolitaine, Tunisie et Algérie furent transformées en trois régences administrées par des pachas triennaux.